# Area of Effect

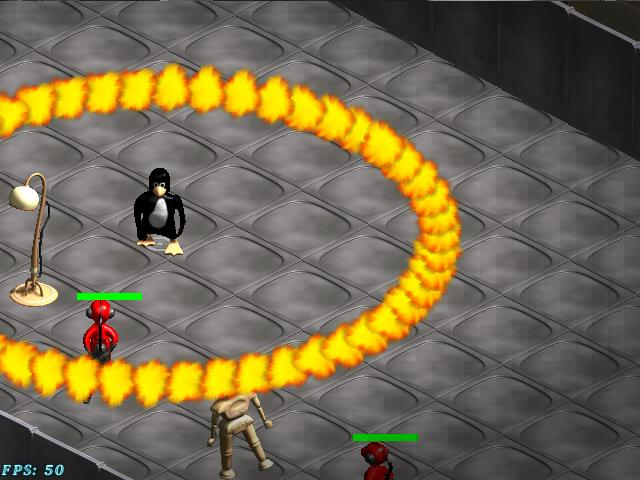
Een magische aanval met een cirkelvormige Area of Effect.

In real-time strategy en RPG computerspellen verwijst de term Area of Effect (AoE) naar het gebied waarbinnen een actie van een eenheid invloed uitoefent, zoals schade berokkenen aan vijanden of bevriende eenheden genezen. Zo kan een magische spreuk meerdere vijanden treffen die om degene staan die de spreuk uitspreekt en een artillerievoertuig kan doelen raken die zich in een straal om het voertuig bevinden. AOE houdt in dat je meer dan 1 tegenstander in één keer kunt beschadigen.
Een actie met een area of effect heeft dus een gebied waarin het effectief gebruikt kan worden; eenheden die zich niet in de area of effect bevinden, worden niet beïnvloed. In role-playing games kan een eenheid vaak ook teamgenoten genezen door een spreuk uit te spreken: in dit geval worden alleen bevriende eenheden die zich in de area of effect bevinden genezen.
Wanneer het gaat over aanvallende acties worden vaak vijanden die het dichtst bij de aanvaller staan het meest geraakt (i.e., meer schade) terwijl vijanden die verder weg staan minder schade oplopen.